# Sergei Sassimowitsch
Sergei Sergejewitsch Sassimowitsch (russisch Серге́й Серге́евич Засимович, engl. Transkription Sergey Sergeyevich Zasimovich; * 11. März 1986 in Karaganda, Kasachische SSR, UdSSR) ist ein ehemaliger kasachischer Leichtathlet, der sich auf den Hochsprung spezialisiert hat. Seine größten Erfolg feierte er mit dem Gewinn der Goldmedaille bei den Hallenasienspielen 2005 sowie dem Hallenasientitel 2008.

## Sportliche Laufbahn
Erste internationale Erfahrungen sammelte Sergei Sassimowitsch im Jahr 2004, als er bei den Juniorenasienmeisterschaften in Ipoh mit übersprungenen 2,04 m den siebten Platz belegte. Im Jahr darauf gelangte er bei den Asienmeisterschaften in Incheon mit 2,10 m auf den zwölften Platz und anschließend siegte er bei den Hallenasienspielen in Bangkok mit einem Sprung über 2,17 m. 2006 belegte er bei den Hallenasienmeisterschaften in Pattaya mit 2,13 m den fünften Platz und gewann im Dezember bei den Asienspielen in Doha mit 2,23 m die Silbermedaille hinter dem Libanesen Jean-Claude Rabbath. 2007 schied er bei den Weltmeisterschaften in Osaka mit 2,19 m in der Qualifikationsrunde aus und gewann anschließend bei den Hallenasienspielen in Macau mit 2,21 m die Silbermedaille hinter dem Katari Rashid al-Mannai. Im Jahr darauf siegte er mit 2,24 m bei den Hallenasienmeisterschaften in Doha und schied daraufhin bei den Hallenweltmeisterschaften in Valencia mit 2,20 m in der Vorrunde aus. Im August nahm er an den Olympischen Sommerspielen in Peking teil und verpasste dort mit 2,10 m den Finaleinzug.
2009 schied er bei der Sommer-Universiade in Belgrad mit 2,15 m in der Qualifikationsrunde aus und anschließend belegte er bei den Asienmeisterschaften in Guangzhou mit 2,10 m den neunten Platz. Im Jahr darauf belegte er bei den Hallenasienmeisterschaften in Teheran mit 2,14 m den sechsten Platz und brachte dann bei den Hallenweltmeisterschaften in Doha keinen gültigen Versuch zustande. Im November nahm er erneut an den Asienspielen in Guangzhou teil, verpasste dort aber mit 2,05 m den Finaleinzug. 2011 gelangte er bei den Asienmeisterschaften in Kōbe mit 2,10 m auf den elften Platz und 2014 beendete er seine aktive sportliche Karriere im Alter von 28 Jahren. 2018 versuchte er sich an einem Comeback, beendete dies aber nach wenigen Wettkämpfen.
In den Jahren von 2005 bis 2007 sowie 2011 und 2012 wurde Sassimowitsch kasachischer Meister im Hochsprung im Freien sowie 2006, 2008, 2010 und 2018 in der Halle.

## Persönliche Bestleistungen
- Hochsprung: 2,30 m, 19. Juni 2007 in Bangkok
  - Hochsprung (Halle): 2,25 m, 27. Januar 2008 in Qaraghandy